# La Trappe Quadrupel Oak Aged
La Trappe Quadrupel Oak Aged is een trappistenbier van de Nederlandse brouwer La Trappe. Het bier is gelijk aan La Trappe Quadrupel, maar dan gerijpt op eikenhouten vaten. Het is alleen verkrijgbaar in de kloosterwinkel van Abdij Koningshoeven in Berkel-Enschot in flessen van 37,5 centiliter.

## Productie
Voor het rijpingsproces wordt gebruik gemaakt van zowel gebruikte als nieuwe eikenhouten vaten. De smaakcombinaties die hierdoor ontstaan zijn afhankelijk van de drank die voorheen in de gebruikte vaten heeft gezeten, zoals port, whisky, wijn, cognac of bourbon. Daarnaast is het type houtsoort bepalend voor de smaak. Zo zorgen bepaalde nieuwe eikenhouten vaten voor een fijne vanille- en amandelsmaak, terwijl andere voor een smaak van eiken en rook zorgen. Het bier is uitermate geschikt om lang te bewaren en is volgens het etiket vijfentwintig jaar houdbaar.

## Geschiedenis
Bij de eerste vier batches van La Trappe Quadrupel Oak Aged waren de flessen afgedicht met een echte kurk (stop) in combinatie met een muselet. Daarna is er overgegaan op een synthetische kurk. Vanaf batch #19 voerde het bier echter weer een echte kurk, alsook een nieuw etiket. Op dit etiket werd op de ingrediëntenlijst in 2015 voor het eerst melding gemaakt van de aanwezigheid van glucosestroop. Het product wordt niet gebruikt om het bier te zoeten, maar als extra voeding voor de gist om het hoge alcoholpercentage te behalen. Tot 2015 stond op de etiketten een alcoholpercentage vermeld van 10%, wat een even hoog percentage is als dat van de gewone La Trappe Quadrupel. Sinds batch #19 bedraagt het alcoholpercentage 11%.
Batch #16 werd als enige uitgebracht in een groene fles.
Voor het 25-jarig jubileum van Quadrupel als bierstijl (La Trappe was de eerste met deze benaming) werd een aparte batch Oak Aged op vat afgevuld die losstaat van de reguliere batches. Het betrof een lagering op Bruichladdich whiskeyvaten en was verkrijgbaar van de tap in een select aantal cafés en het eigen proeflokaal.
Batch #23 en #27 hebben beiden op vaten Spätburgunder gelegen, maar ze zijn verschillend. De vaten Spätburgunder, waarop de beide batches zijn gerijpt, zijn gelijktijdig aangekocht door La Trappe. Batch #27 heeft, in tegenstelling tot batch #23, 1 jaar en 4 maanden langer in de vaten kunnen rijpen. Hierdoor zou haar smaak beter tot zijn recht komen en voller en rijker smaken.
Sinds de uitgave van batch #25 zijn, ter gelegenheid van het 25-jarig julibeum van La Trappe Quadrupel Oak Aged, alle flessen per stuk verpakt in luxe zwarte kokers. Ook de dozen waarin de flessen verkrijgbaar zijn werden veranderd. Vanaf batch #25 zijn de gele dozen (waarin 12 flessen passen) vervangen door zwarte dozen (waarin 6 flessen passen). Deze nieuwe dozen vermelden aan de buitenkant niet langer het batchnummer van het betreffende bier.
Batch #36 is uniek in de zin dat het de eerste batch is waarbij het bier niet heeft gerijpt op ongebruikte vaten en er ook geen sprake is van een blend. Er is uitsluitend gebruik gemaakt van gebruikte cognacvaten. Batch #37 heeft als enige batch uitsluitend gerijpt op ongebruikte vaten.
Op 28 november 2021 werd een speciale editie aangekondigd zonder regulier batchnummer. Het gaat om een samenwerking met het Franse wijnhuis Chateau de l'Horte uit Montbrun des Corbières, waarbij een deel van de opbrengst naar de voedselbank in Frankrijk en Nederland gaat. Sinds januari 2020 heeft de Quadrupel gerijpt op vaten waar eerder de rode wijn Corbières Réserve Spéciale 2017 op gerijpt heeft. Deze limited edition is afgevuld op flessen van 75 centiliter.
Op 13 december 2021 werd een vatgerijpte versie van ‘Practise What You Preach’ uitgebracht. Het recept is gebaseerd op dat van de reguliere quadrupel van La Trappe waaraan Schotse heidehoning en Amerikaanse hopsoorten zijn toegevoegd. De limited edition collaboration tussen BrewDog en La Trappe heeft negen maanden gerijpt op Schotse whiskyvaten. Een deel van de opbrengst zal worden gedoneerd aan Made Blue, een initiatief dat schoon drinkwater beschikbaar maakt voor wie dat niet vanzelfsprekend is.
Batch 50 is een speciale batch ter ere van het 140-jarig jubileum van Bierbrouwerij de Koningshoeven en heeft ruim twee jaar gerijpt op vaten waar voorheen Wild Turkey bourbon en cognac op heeft gelegen. Deze vaten zijn zorgvuldig geselecteerd op basis van de best beoordeelde batches in de 15-jarige geschiedenis van La Trappe Quadrupel Oak Aged. Daarnaast is het alcoholpercentage tijdens het rijpen opgelopen tot maar liefst 12,5%.

## Lijst van batches en de gebruikte vaten
| Batch | Uitgifte          | Belangrijkste vat(en) | Overige vaten |
| ----- | ----------------- | --- | --- |
| #01   | 1 juni 2010       | Port Medium Burnt (36,5%), Port Medium Toast (36,5%)                                                                                        | Nieuw Eiken High toast (18%), Acaciahout Medium (9%)                                                                          |
| #02   | 26 juli 2010      | Port Amerikaans Eiken Medium Toast Burnt (64%)                                                                                              | Port Frans Eiken Medium Toast, Nieuw Eiken Medium Toast, Port Frans Eiken Medium Toast Burnt                                  |
| #03   | 17 september 2010 | Port Frans Eiken Medium Toast (55%) | Frans Eiken Medium Toast (27%), Nieuw Eiken Medium Toast (18%)                                                                |
| #04   | 5 november 2010   | Amerikaans Eiken Medium Burnt (36%) | Nieuw Eiken Medium Toast (27%) Frans Eiken Medium Toast (18%) Nieuw Eiken High Toast (10%) Port Frans Eiken Medium Toast (9%) |
| #05   | 25 januari 2011   | Witte wijn Eiken High Toast (80%) | Nieuw Eiken High Toast |
| #06   | april 2011        | Witte wijn Eiken High Toast (80%) | Nieuw Eiken Medium Toast |
| #07   | juni 2011         | Whisky | Geen verdere informatie beschikbaar                                                                                           |
| #08   | oktober 2011      | Whisky (70%) | Nieuw Frans Eiken Medium Toast                                                                                                |
| #09   | 14 december 2011  | Limousine Eiken Malbecvaten Medium Toast (86%)                                                                                              | Nieuw Eiken Medium Toast, Nieuw Eiken High Toast                                                                              |
| #10   | 15 maart 2012     | Malbec (75%) | Nieuw Hout Medium Toast |
| #11   | 23 april 2012     | Malbec (55%) | Nieuw Frans Eiken Medium Toast (20%), Nieuw Frans Eiken High Toast (20%), acaciahout                                          |
| #12   | 26 september 2012 | Bourbon (91%) | Cognac |
| #13   | 28 januari 2013   | Spätburgunder (Pinot Noir) (91%) | High Toast en Medium Toast (Acacia)                                                                                           |
| #14   | 24 juni 2013      | Limousinevaten met Cognac (82%) | Nieuw Eiken en Acaciahout |
| #15   | november 2013     | Oloroso (85%) | Nieuw Hout Medium Toast |
| #16   | maart 2014        | Brandy (37%), Oloroso (27%) | Nieuw Eiken Medium Toast, Nieuw Eiken High Toast, Late Bourgondy                                                              |
| #17   | juli 2014         | Moscatel (68%) | Brandy (8%), Oloroso (8%), Nieuw Eiken Medium Toast (8%), Nieuw Eiken High Toast (8%)                                         |
| #18   | oktober 2014      | Moscatel (50%) | Brandy (17%), Oloroso (16,5%), Nieuw Eiken High Toast (16,5%)                                                                 |
| #19   | 28 februari 2015  | Banyuls (83%) | Nieuw Eiken High Toast |
| #20   | juli 2015         | Cognac (34%), Rum (34%) | Nieuw Eiken High Toast |
| #21   | 24 september 2015 | Cognac (80%) | Nieuw Eiken High Toast, Nieuw Eiken Medium Toast, Acaciahout                                                                  |
| #22   | 30 oktober 2015   | Single Malt Whisky (83%) | Acaciahout Medium Toast, Nieuw Eiken Medium Toast, Nieuw Eiken High Toast                                                     |
| #23   | 31 december 15    | Spätburgunder (80%) | Nieuw Eiken Medium Toast, Nieuw Eiken High Toast, Acaciahout                                                                  |
| #24   | mei 2016          | Kirsch-schnapps (85%) | Nieuw Eiken Medium Toast, Acaciahout                                                                                          |
| #25   | augustus 2016     | Kirsch-schnapps (59%) | Nieuw Eiken Medium Toast (30%), Witte wijn (droog) (11%)                                                                      |
| #26   | 16 december 2016  | Droge witte wijn (Pouilly-Fumé & Sancerre) (78%)                                                                                            | Nieuw Eiken Medium Toast |
| #27   | februari 2017     | Spätburgunder (80%) | Nieuw Eiken High Toast, Nieuw Eiken Medium Toast                                                                              |
| #28   | juni 2017         | Bruichladdich Port Charlotte Single Malt (71%)                                                                                              | Nieuw Eiken Medium Toast (29%)                                                                                                |
| #29   | december 2017     | Bourbon (90%) | Acaciahout (5%) en Eiken High Toast (5%)                                                                                      |
| #30   | 25 februari 2018  | Cachaça (80%) | Nieuw Eiken Medium Toast (20%)                                                                                                |
| #31   | 9 juni 2018       | Malbec (75%) | Nieuw Eiken Medium Toast (20%), Nieuw Eiken High Toast (5%)                                                                   |
| #32   | 29 september 2018 | Gaillac witte wijn (75%) | Nieuw Eiken Medium Toast (10%), Nieuw Eiken High Toast (10%), Nieuw Acacia Medium Toast (5%)                                  |
| #33   | 25 januari 2019   | Bourbon (whiskey) (80%) | Nieuw Eiken Medium Toast (15%), Nieuw Eiken High Toast (5%)                                                                   |
| #34   | 10 april 2019     | Malbec (71%) | Nieuw Eiken Medium Toast (11%), Nieuw Eiken High Toast (11%), Nieuw Acacia Medium Toast (7%)                                  |
| #35   | 4 september 2019  | Cachaça (78%) | Nieuw Eiken Medium Toast (17%), Nieuw Eiken High Toast (5%)                                                                   |
| #36   | 8 november 2019   | Cognac (100%) | - |
| #37   | 29 februari 2020  | - | Eiken (89%), Acacia (19%), kersen (1%)                                                                                        |
| #38   | 14 augustus 2020  | Gaillac witte wijn vaten 3 jaar gerijpt (38%), Gaillac witte wijn vaten 2 jaar gerijpt (35%), Gaillac witte wijn vaten 1 jaar gerijpt (27%) | - |
| #39   | 7 januari 2021    | Jameson Sherry Cask Whiskey (71%), Speyside Sherry Cask Whisky (18%)                                                                        | Nieuw Eiken Medium Toast 2018 (5,5%), Nieuw Eiken High Toast 2018 (5,5%)                                                      |
| #40   | 18 maart 2021     | Port (75%) | Nieuw Eiken High Toast (17%), Nieuw Eiken Medium Toast (8%)                                                                   |
| #41   | 5 juni 2021       | Rode wijn / Gaillac / Braucol - Duras (90%)                                                                                                 | Nieuw Eiken High Toast (5%), Nieuw Eiken Medium Toast (5%)                                                                    |
| #42   | 1 oktober 2021    | Rum (Bourbon cask) (81%) | Nieuw Eiken Medium Toast (14%), Nieuw Eiken High Toast (5%)                                                                   |
| #43   | 2 april 2022      | Laphroaig (peated) whisky (28%), Speyside (sherry cask) whisky (10%)                                                                        | Nieuw Eiken Medium Toast (36%), Nieuw Eiken High Toast (27%)                                                                  |
| #44   | 16 juni 2022      | Gaillac witte wijn (86%) | Nieuw Eiken Medium Toast (9%), Nieuw Eiken High Toast (5%)                                                                    |
| #45   | 9 september 2022  | Calvados (76%) | Nieuw Eiken Medium Toast (24%)                                                                                                |
| #46   | 1 december 2022   | Gaillac rode wijn 3 jaar gerijpt (83%) | Nieuw Eiken High Toast (17%)                                                                                                  |
| #47   | 31 maart 2023     | Spanish brandy (82%) | Nieuw Eiken Medium Toast (18%)                                                                                                |
| #48   | 2 juni 2023       | Witte Chardonnay (84%) | Nieuw Eiken Medium Toast (16%)                                                                                                |
| #49   | 13 oktober 2023   | Pedro Ximénez sherry (83%) | Nieuw Eiken Medium Toast (17%)                                                                                                |
| #50   | 22 maart 2024     | Bourbon (Wild Turkey) (55%), Cognac (26%)                                                                                                   | Nieuw Eiken Medium Toast (19%)                                                                                                |
| #51   | 5 juli 2024       | Pineau des Charentes Rouge (92%) | Nieuw Eiken Medium Toast (4%), Nieuw Eiken High Toast (4%)                                                                    |
| #52   | 29 november 2024  | Laphroaig (peated whisky) (70%) | Nieuw Eiken Medium Toast (20%), Nieuw Eiken High Toast (10%)                                                                  |
| #53   | 9 mei 2025        | Franse whisky (90%) | Nieuw Eiken Medium Toast (10%)                                                                                                |

Blond ·
Dubbel ·
Tripel ·
Quadrupel ·
Quadrupel Oak Aged ·
Witte Trappist ·
Bockbier ·
Isid'or ·
Puur